# 榎あづさ
榎 あづさ（えのき あづさ、1988年3月16日 - ）は、日本の女性声優、舞台女優、歌手。本名および旧芸名は、片岡 あづさ（かたおか あづさ）。千葉県出身。

## 来歴
幼い頃からアニメや漫画が好きで「私も登場人物になりたい」と思っていた。また少女時代には保育士にも憧れており、職場体験学習に行ったこともある。
小学5年生の頃から声優への道を追求しようとするも、声優になるための方法については無知のままであった。最もアニメや声優に熱心だった時期は小学校5 - 6年生の頃で、当時放送されていたテレビアニメ『無限のリヴァイアス』に夢中だった。その当時、夕方のアニメ番組は感情を強く揺さぶる作品が多かったといい、他にも『彼氏彼女の事情』、『フルーツバスケット』もお気に入りだったと語っている。中学2年生の時に『HUNTER×HUNTER』のミュージカルを観劇していたところ、椅子に置かれていたチラシの中から10代から入所できる声優養成所の案内を見つけ、「ここしかない！」と深く考えずに入所を即決した。
14歳の頃から声優養成所に通いレッスンを受けており、伊瀬茉莉也と共に演技を学んでいた。その後ポニーキャニオンが主催した芸能オーディション「VSオーディション2003」にて、ファイナリストに選ばれた。
2004年にテレビアニメ『愛してるぜベイベ★★』で、あゆみの友人役にて声優デビュー。翌年には、テレビアニメ『おねがいマイメロディ』にて、ヒロインの夢野歌役に抜擢される。『おねがいマイメロディ』では、夢野歌名義でのキャラクターソングを複数発表し、マイメロディ関連のイベントにも出演している。
声優活動以外にもミュージカルや舞台への出演のほか、過去にはロリータファッションブランドのモデル、Y・M・O所属タレントの芸能人女子フットサルチーム「FANTASISTA」の妹分チームである「FANTASISTERS」に所属して試合に出場していた。
テレビアニメ『Saint October』では主人公の葉山小十乃役を演じ、福井裕佳梨、小林ゆうと共に結成された声優ユニット「ゴスロリ少女探偵団」のメンバーとして、主題歌「Wheel of fortune」を歌う。この歌のPVでは、自らが演じるキャラクターのコスプレ衣装姿を披露している。
2007年10月24日には、片岡あづさ名義としては初となるデビューシングルCD「Diamond Sparkle」を発表、続いて同年12月12日にはファーストアルバムCD「Sweets Paradise」を発表。両CDには自身で作詞を担当している曲が収録されている。
2008年3月26日には自身の映像を収めたDVD『Sweet Box』を発表。
2009年2月1日から公式HP「日々是精進」より、情報公開の場が公式ブログ「あづさゴコロ」に一本化。同年6月15日に、Y・M・Oラブライブ事業部からフリーへの転向を経て、同年11月1日付けで81プロデュースのジュニア所属となる。
2010年7月30日に、同じ事務所に所属している阿澄佳奈と原紗友里共に声優ユニット『LISP』を結成したが、2011年7月31日をもって活動を休止した。
2013年4月30日付けで81プロデュースを退所し、フリーとなる。2013年8月1日付けで砂岡事務所に所属。小学生の頃から「声優になる!」と言っていたため、当時の友人、教師に気付いてもらえるように本名で活動していたが、砂岡事務所に所属したことを転機に、芸名を本名の「片岡あづさ」から「榎あづさ」に改めた。
2018年1月1日より再びフリーへと転向。2018年10月1日よりスチール・ウッド・ガーデンに所属。
2022年1月31日付けでスチール・ウッド・ガーデンを退所し、2022年2月1日よりBloomZに所属。
2025年4月30日付けでBloomZを退所。

## 人物
声種はメゾソプラノ。
あだ名（愛称）は、「あづ子」「あづちゃん」「あづあづ」「あづっち」など。
趣味は詩の読み書き。自身のブログ「あづさゴコロ♪」では、「詩ゴコロ。」と題し、自作詩を発表している。自身のラジオ番組でも自作詩を朗読するコーナーがあった。座右の銘は「日々是精進（ひびこれしょうじん）」。
アイドルや女の子を愛情的な面で好きであり、特にAKB48グループのメンバーが好きで、所属事務所のプロフィールの特技の欄にも「AKB48正規メンバー全員の魅力を語れる」と書いている。また、「モーニング娘。になりたいと思っていた」とも述べている。
趣味としてブログなどで石好きを自認しており、岩石に関して造詣がある。好きな石に「花崗岩」を挙げている。
全国統一高校生テストで1位を取ったことがある。
座右の銘は「日々是精進」、「何かを悪いと云うのはとても難しい」。
フットサルチーム「FANTASISTERS」では、「フィクソ（Fixo）」（サッカーのディフェンダーに相当）を担当、背番号3番で試合やサポート役として出場した。2007年の夏以降はチームとしての活動には参加していない。
『ペンギン娘♥はぁと』のオープニング内での実写部分で、「ノートをめくる手」の役で出演している。
キノコ好きがきっかけで、長野県JA中野市オリジナルキャラクター「えのたん」の声を担当する。日本きのこマイスター協会の認定資格「ベーシックきのこマイスター」を取得。また、改名後の芸名である「榎」はエノキダケに由来している。
兄（榎より10歳上）と姉がおり、兄は美容室を営んでいる。

## 出演
太字はメインキャラクター。

### テレビアニメ
2004年
- 愛してるぜベイベ★★（あゆみの友人）

2005年
- おねがいマイメロディ（2005年 - 2009年、夢野歌） - 4シリーズ

2006年
- 人造昆虫カブトボーグ V×V（美奈子）
- Strawberry Panic（東儀瞳）

2007年
- スカイガールズ（アイーシャ・クリシュナム）
- Saint October（葉山小十乃）

2010年
- おじゃる丸（女の子）
- けいおん!!（クラスメイト）
- ジュエルペット てぃんくる☆（2010年 - 2011年、沙羅、幼い祐馬）
- 侵略!イカ娘（2010年 - 2011年、斉藤渚） - 2シリーズ
- 探偵オペラ ミルキィホームズ（来栖ソニア）
- とある魔術の禁書目録 シリーズ（2010年 - 2018年、アンジェレネ）- 2シリーズ
- 這いよる! ニャルアニ リメンバー・マイ・ラブ（クラフト先生）（アト子）
- ひめチェン!おとぎちっくアイドル リルぷりっ（雪森月曜、雪森金曜、ルル、内木美々子、伊東、うそぴょんカード、松本、山 他）

2011年
- うさぎドロップ（母親）
- 世界一初恋（女子高生）
- たまゆら〜hitotose〜（おばさんA）
- バクマン。（女子生徒）
- プリティーリズム・オーロラドリーム（2011年 - 2012年、高峰みおん）
- へうげもの（子ども）
- 夢喰いメリー（猫ナースB）

2012年
- うごくえほん さんびきのくま（中ぐま、子ぐま、 女の子）（キッズ劇場 ピース内）
- エウレカセブンAO（美女、女性キャスター、アナウンサー）
- CØDE:BREAKER（異能の少女）
- しろくまカフェ（客、園児）
- 絶園のテンペスト（少女B）
- ZETMAN（朋美）
- 探偵オペラ ミルキィホームズ 第2幕（来栖ソニア）
- プリティーリズム・ディアマイフューチャー（高峰みおん）

2013年
- がんばれ!!貞子ちゃん THE 3D ANIMATION（ナレーション、碇ナオミ、山岡チカコ）
- 超速変形ジャイロゼッター（篠田マルティーヌ）
- HUNTER×HUNTER（第2作）（ヒリン〈ヒナ〉）
- プリティーリズム・レインボーライブ（ヒロの母）

2014年
- プリパラ（new）

2016年
- 鬼斬（双竜戦艦）

2017年
- 6HP/シックスハートプリンセス（礼ちゃん）

2018年
- 斉木楠雄のΨ難（浄天真子）

2025年
- 白豚貴族ですが前世の記憶が生えたのでひよこな弟育てます（鳳蝶の母）

### 劇場アニメ
2011年
- 映画けいおん!（クラスメイト）
- トワノクオン第1章 - 第6章（オペレーター2）

2012年
- おねがいマイメロディ 友&愛（????）

2014年
- 劇場版 プリティーリズム・オールスターセレクション プリズムショー☆ベストテン（高峰みおん）

2017年
- KING OF PRISM -PRIDE the HERO-（ヒロの母）

2018年
- 劇場版 プリパラ&キラッとプリ☆チャン 〜きらきらメモリアルライブ〜（高峰みおん）

### OVA
2011年
- T.P.さくら 時空樹防衛戦（月城アリス）

2012年
- 侵略!イカ娘（斉藤渚）※コミックス12巻オリジナルアニメDVD付限定版
- どっちどっちーず（ラッタちゃん）
  - めばえ5月号知育増刊 はじめてのひらがな・かず・ABC 春号付属DVD
  - めばえ8月号知育増刊 はじめてのひらがな・かず・ABC 夏号付属DVD
  - めばえ11月号知育増刊 はじめてのひらがな・かず・ABC 秋号付属DVD

- もっふりモフ☆モフ（モモモフ）
  - ぷっちぐみ8月号付録『まるごとアニメDVD』収録

2013年
- 「どっちどっちーず」（ラッタちゃん）
  - めばえ2月号知育増刊 はじめてのひらがな・かず・ABC 冬号付属DVD

2014年
- 侵略!!イカ娘（斉藤渚）※コミックス第17巻OVA付き限定版

### Webアニメ
- ペンギン娘♥はぁと（2008年、南極さくら）
- えのたんとキノコフレンズ（2013年、えのたん）

### ゲーム
2008年
- 牧場物語 ようこそ!風のバザールへ（シェルファ、ミーナ）

2009年
- KILLZVALD（キルツヴァルド）〜最後の人間〜（精霊アムヴァーリット）
- サンデーVSマガジン 集結!頂上大決戦（明石薫）
- ボイスノベル 追憶の向こう側（四十万美冬）
- 遊☆戯☆王ファイブディーズ タッグフォース4（シーサイド村本、嶺開花、夏乃ひなた）
- リツキホッパー（リツキ）

2010年
- burst error-EVE the 1st（シルヴィ）
- SANGOKU CHAOS 〜三国カオス〜（禍国天女 甄洛）
- 遊☆戯☆王ファイブディーズ タッグフォース5（一般キャラクター）
- ハーレムエース2（シャルロット）

2011年
- T.P.さくら 〜タイムパラディンさくら〜（月城アリス）
- プリティーリズム（みおん）
- 遊☆戯☆王ファイブディーズ タッグフォース6（一般キャラクター）

2017年
- デスティニーチャイルド（ティシフォネ）

2019年
- とある魔術の禁書目録 幻想収束（アンジェレネ）

2023年
- イースX -NORDICS-（オーサ）

### ドラマCD
- アクエリアンエイジ 10thアニバーサリードラマCD2 〜我が種族の繁栄の為なら、ひと肌脱ごう。〜（ノワール）
- エンリコ・イリソギ/WAO!AMUSEMENT PARK
  - 第2弾 戦隊モノはじめました編（ホワイト姫）
  - 第3弾 愛の激情編（あづちゃん）
- 俺様ティーチャー（ハト）
- ジュエルペットてぃんくる☆ ファンディスク（セレクションDVD＋ドラマCD）（沙羅）
- 侵略!?イカ娘 シリーズ（斉藤渚）
  - ドラマCDじゃなイカ?
  - ドラマCD2じゃなイカ?
  - ドラマCD3じゃなイカ?
- とある魔術の禁書目録II アーカイブス2（アンジェレネ）
- water cube（高杉桃香）※月刊コミック アース・スター2011年8月号付録
- 白豚貴族ですが前世の記憶が生えたのでひよこな弟育てますドラマCD（鳳蝶の母）

### 吹き替え

#### 映画
- イーダと動物たちの魔法学園（イーダの母）
- ヴィラで始まる恋（受付女性）
- 神・孫悟空 シン・ソンゴクウ（海棠夫人）

#### ドラマ
- THE FLASH/フラッシュ シーズン8（ミーナ・ダワンほか）
- サンドマン（ゼルダ）
- ステップ〜最高の一歩〜（ケネディ先生）
- NCIS：HAWAI シーズン1（レイエス）
- 智異山〜君へのシグナル〜（ムンオク）
- メイド・フォー・ラブ シーズン2（エクストラ）
- 真相 - Truth Be Told シーズン3（ロシェル）

#### アニメ
- シンデレラ 砂漠の女王と命の石（森の守り人）
- ライズ・オブ・ミュータント・タートルズ: THE MOVIE
- ボス・ベイビー: ビジネスは赤ちゃんにおまかせ! シーズン2（オニ、グレッツキナ、ルビーなど）

#### ドキュメンタリー
- シェフのテーブル：ピザ（ミア・ビアンコ）

### ラジオ
LISPとしての活動はLISP (声優ユニット)参照
- ゴスロリ少女探偵団 ラジオ日誌（音泉、2007年3月6日 - 同11月27日、初のレギュラー出演ラジオ番組）
- ゴスロリ少女探偵団ラジオ日誌 ロリ真剣！超オクト場（Saint October公式サイト内、2007年3月8日 - 同年11月29日）
- 片岡あづさのわたしにやさしい時間（文化放送「白石涼子の聞かなきゃ☆そん♪Song!」内、及び超!A&G+にて、2007年4月12日 - 2008年3月27日）
- はばたけ!スカイガールズ ラジオ（音泉、2007年7月24日 - 2008年4月22日）
- ラジオ!スカイガールズ スクランブル（スカイガールズ公式サイト内、2007年7月31日 - 2008年4月23日）
- 超!A&Gミュージック+ #3（超!A&G+、2007年10月期担当）
- ペンギン娘らじぉ（ニコニコアニメチャンネル、2008年7月4日 - 同年12月19日）
- 追憶の向こう側ネットラジオ「〜こちら潮崎高校放送局〜」（追憶の向こう側公式サイト内、2009年11月、全2回）
- ラグナロク 〜光と闇の皇女〜全力応援!ラジヒカ（ラグヒカ公式サイト内、2011年8月27日 - 11月25日）
- ミヤリサン製薬 ラジオ劇場 下町ロケット ゴースト編（2022年10月より　天才技術者、島津裕役）

### インターネット番組
- ゲッチメ!（ニコ生公式 PIECE CHANNEL、2013年10月26日 - ）
- アヤカン★ショッキングパンク（ニコ生公式 PIECE CHANNEL、2013年11月2日 - ）

### 携帯コンテンツ
- 着うたメガネコ（携帯電話着信音源）
- FreVo!（着ボイス）
- 声優★部活日誌 こえかつ（携帯サイト動画配信）
- すき☆こえ（着ボイス）
- コスプレ☆アニマル（佐伯さん、柳沢、さおり）（BeeTV・2011年）
- ノベルアプリ『RENT HEAD』（芥真白[41]）
- アニ充（時駆アリス）（NOTTV・2012年）
- AKB48のあんた、誰?（NOTTV・2012年12月26日 ゲスト出演）
- 懐アニ（時駆アリス）（NOTTV・2013年）
- アニメが好きすぎて生きてるのが辛い（エンジェル凜）（NOTTV・2014年）

### テレビ番組
- アニメ天国（テレ玉、ゲスト出演 2007年2月13日・テレビ神奈川18日放送分）
- アニメぱらだいす! 第707回（キッズステーション、インタビュー 2007年6月4日）
- News!371〜声優 #2（エンタ!371、ゲスト出演 2007年11月）
- ファイテンション☆テレビ（コーナー「メガネコ」歌担当 2008年4月5日）
- キングラン アニソン紅白2009（BS11、2009年12月31日）
- 声優都内観光〜マル福ツアーズ #16（エンタ!371、2010年7月）
- （萌）メガネ男子倶楽部（小町ゆか）（BS11、月刊コミックTV ドラマシアター・2010年）
- アドリブアニメ研究所 第4回（恋々）（BSフジ、2011年11月26日）
- ぽじポジたまご（コーナー「ぽじポジきのこ」2013年7月19日、8月22日、9月19日、10月17日※アリス十番 桜のどか、渡辺まありと共演）

### ナレーション
- Eネ!（番宣ナレーション、2009年7月4日）
- 「ケネディ・クワイア のほほんとビートルズ ココロのゆりかご」ラジオCM
- 「デジタルモンスター・ゼヴォリューション オリジナルサウンドトラック」ラジオCM
- 舞台版「俺たちは天使だ!NO ANGEL NO LUCK〜地球滅亡30分前!」公演直前SP（2009年8月15日）
- えのたんとアリス十番のエノキタケにくびったけ（2014年3月22日）
- 「dアニメストア」NOTTVCM（2014年）
- 「dゲーム」NOTTVCM（2014年）

### モデル
- ロリータファッションブランド「Fairy wish」

### 書籍
- ダブルクロス・リプレイ・アカデミアシリーズ（プレイヤー：御影透子）
- ダブルクロス・リプレイ・メビウスシリーズ（プレイヤー：鳩宮アンゼリカ）
- 週刊プレイボーイ2016年10/24号「ニュースマシマシ」コーナー（きのこ関連）（2016年10月8日）
- 異世界でも風俗嬢やってみた（ゆづき）

### 音声データ
- 安眠ヴォイス（StudioGIW（スタジオギウ））
- 朗読コンテンツ「コエチカラ」×「寺山修司ワールド 」（Fan＋（ファンプラス））
  - 『あなたに（〜少女詩集より〜）』
  - 『見えない花のソネット（〜少女詩集より〜）』
  - 『子猫（〜少女詩集より〜）』

### 舞台
- ミュージカル『オーバー・ザ・ピンクレインボウ 〜come on a my house〜』（2005年4月20日 - 24日、新宿シアターサンモール）（ピンクレインドロップスの一員）
- 劇団アルターエゴ 第27回公演『HAKKENDEN2005』（12月7日 - 11日、東京芸術劇場小ホール2）
- 劇団アルターエゴ 第30回公演『…moment…／友達／鞄・時の崖』（2006年8月30日 - 9月3日、六行会ホール）
- 劇団アルターエゴ 第32回公演『僕のロミオ・僕のジュリエット』（2007年3月21日 - 25日、萬劇場）
- 再来日公演『「マグダラなマリア」〜マリアさんは二度くらい死ぬ!オリエンタルサンシャイン急行殺人事件〜』（2009年11月18日 - 23日、池袋サンシャイン劇場）（同27・8日、 新神戸オリエンタル劇場）（マリア・マグダレーナ の声（一部））
- Func A ScamperS 009 #06『スーパーヒーローイズム』（2010年5月22日 - 30日、吉祥寺シアター）（角井チサ）
- エムキチビート第十廻公演『I was Light』（2012年4月18日 - 22日、新宿シアターサンモール）（タイガー・リリィ ）
- Smile Earth Project『コミックス☆GO GO』（2012年8月17日 - 26日、六本木俳優座劇場）（陣内知里（Bキャスト））
- エムキチビートRE：L・I・V・E『Say Hello to Future』（2012年9月17日、エビス駅前バー）（ドラミちゃん）※日替わりゲスト
- エビス駅前バープロデュース『ライ・トゥ・ミー』（2012年9月28日 - 10月26日、エビス駅前バー）（酒井菫）
- 『舞台版 「殿といっしょ」』（2012年11月21日 - 29日、吉祥寺前進座劇場）（濃姫）
- エビス駅前バープロデュース『捨てる。』（2013年3月8日 - 3月17日、エビス駅前バー）（入江尚美）
- キタムラ印#3『THE LIGHT』（2013年7月23日 - 7月29日、中目黒ウッディーシアター）（まり（ゆり））
- エビス駅前バープロデュース『[A.]』（2013年8月23日 - 9月3日、エビス駅前バー）（萩尾華苗）
- 東京女子演劇部 vo.1『聖澤女学院物語ラストディーバ』（2014年4月3日 - 4月6日、六行会ホール）（先坂亜衣（スミレ科））
- DIVE@LIVE-維新-『幕末-狼kick!-』（2014年10月8日 - 10月12日、池袋シアターグリーン）（深雪大夫）
- 劇団ひまわり『アンネ』（2014年11月20日 - 11月30日、シアター代官山）（ファン・ダーン夫人）
- エビス駅前バーtrial『くすり・ゆび・きり』（2015年4月17日 - 29日、エビス駅前バー）（宇佐美織絵）
- エビス駅前バーtrial『捨てる』（2015年7月26日 - 8月5日、エビス駅前バー）（山口秋恵、入江尚美※）※柳瀬晴日とWキャスト
- 黒薔薇少女地獄『緋色、凍レル刻ノ世界、永遠』（2015年11月24日 - 29日、SPACE雑遊）（相浦真朱）
- エビス駅前バープロデュース『夜明けの街に清き一票』（2015年12月16日 - 28日、エビス駅前バー）（ミサキ）
- fragment edge No.3『禽獣のクルパ』（2016年1月27日 - 31日、上野ストアハウス）（狼塚トウカ）
- エビス駅前バープロデュース『あの日のふたりプレイ』（2016年3月8日 - 17日、エビス駅前バー）（高野弘美）
- エビス駅前バープロデュース『3番めの恋人』（2016年5月2日 - 13日、エビス駅前バー）（店員アヅサさん）
- エビス駅前バープロデュース『マリー・アントワネット』（2016年5月27日 - 6月7日、エビス駅前バー）（安藤真里）
- コレカラクルーズ第7回本公演『腐女子なりお』（2016年6月29日 - 7月5日、アトリエファンファーレ高円寺）（白雪姫）
- エビス駅前バープロデュース『横浜の嘘に3度酔う』（2016年10月13日 - 10月28日、エビス駅前バー）（ラン）
- エビス駅前バープロデュース『葬式クラス』（2016年11月21日 - 11月24日、エビス駅前バー）（神田真希）
- コレカラクルーズ短編カフェ公演『パンデモニウム？パンデミック！』（2016年12月2日 - 12月4日、レンタルスペース+カフェ兎亭）（あづさ）
- 『魔紅蛇螺城の悪姫』前前前夜祭（2017年2月19日、阿佐ヶ谷アートスペースプロット）
- 劇団コレカラクルーズ旗揚げ公演『魔紅蛇螺城の悪姫-マグダラジョウノアッキ-』（2017年4月14日 - 4月23日、シアター風姿花伝）（魔王）
- OverRun～Reading&Live～vol.1『Glass Eye's』（2017年7月22日 - 7月23日、APIA40）（サラ）※若井久美子とWキャスト
- WIND PROMOTION STAGE『群青の神々』（2017年7月26日 - 7月30日、上野ストアハウス）（黒い人）※日替わりゲスト
- 黒薔薇少女地獄 第五回公演『亡国ニ祈ル天ハ、アラセラレルカ』（2017年9月23日 - 10月1日、スペース雑遊）（緋宮桜子）
- 『機械少女の前夜祭』（2017年10月22日、Bigbangbox）
- ものかる。人狼部～girls Halloween party～（2017年10月30日、江古田兎亭）（リリス）※ゲスト出演
- FOGproject第7回公演 Reading Live【機械少女は坂鏡桃華の夢を見るか】（2017年11月3日～11月5日、JOY JOY STATION）（坂鏡桃華）※音声・映像出演
- 若宮亮プロデュース＋黒薔薇少女地獄『Gothic＆Lolita Fantasia』（2018年1月30日～2月12日、フラワースタジオ）(菜々香)
- WIND PROMOTION STAGE『我、堕ちて　修羅と君が世　淫雨　されど紫雲英よ　万象の頃』（2018年4月11日～4月15日、ザムザ阿佐ヶ谷）（天命（アメノミコト））
- 若宮亮プロデュース＋黒薔薇少女地獄「堕天使は薄い本を閉じて」（2018年5月17日～5月30日、三栄町LIVE STAGE(旧フラワースタジオ)）(豊洲奈那)
- 若宮亮プロデュース＋黒薔薇少女地獄「私はここにいる」（2018年9月8日～9月17日、三栄町LIVE STAGE(旧フラワースタジオ)）(蓮見眞緒)
- わたしの、領分（2018年10月18日～10月21日、大泉学園ゆめりあホール）（はるか）
- 縁劇ユニット流星レトリック『W-Gladiolus』（2018年11月9日～11月12日、明石スタジオ）（予言の巫女）※『君の夢とボクの願い』『カミクイ』の二部構成。『カミクイ』に出演
- 黒薔薇少女地獄「緋色、凍レル刻ノ世界、永遠」（2019年1月30日～2月13日、中野ザ・ポケット）（相浦真朱）
- ユリシスエフェクト リアル文通シアター 『X-letter Project』（2019年3月21日～3月24日、赤坂CHANCEシアター）（皇累）
- Bixbite Createプロデュース『メモリーダイヤル～明日の君にさよなら～』（2019年5月1日～5月4日、東部フレンドホール）（キャバ嬢）
- 三栄町LIVE＋黒薔薇少女地獄『Gothic＆Lolita Fantasia3』（2019年5月21日～6月2日、三栄町LIVE STAGE）(ユージ、愛花)
- Cafe Neo:ROID外伝舞台『機械少女の献身～Memory of Automata～』（2019年6月14日～6月16日、ザムザ阿佐ヶ谷）（リリス）
- ぼくのほんとうの話（2019年11月3日 - 11月10日、オメガ東京）（正人）
- 三栄町LIVE +黑薔薇少女地獄Vol.6堕天使は薄い本を閉じて～恋の暴走半島編～（2019年11月26日～12月8日、三栄町LIVE STAGE）（内房線）
- E-Stage Topia プロデュース公演『hood』（2020年7月29日～8月3日、上野ストアハウス）（ソフィア・ユジノクリリスク、アンナ）
- 演劇ユニット流星レトリックコラボ公演『ローズクォーツに誓いのキスを』（2021年1月27日～1月31日、サンモールスタジオ）（月守冴）※ネット配信と一部有観客にて上演
- 舞台「We Are FIRE FIGHTERS」～故郷に想いを馳せて～ 2021年埼玉公演 (2021年10月14日～10月16日、彩の国さいたま芸術劇場・小ホール（尾才陽子）15日はネット配信あり
- E-Stage Topia プロデュース公演『亡国ニ祈ル天ハ、アラセラレルカ』（2022年3月9日～3月13日、中野ザ・ポケット）（額田部推）11日はネット配信あり
- エターナルメロディ～終わらない歌を少女はうたう～(2022年8月11日〜8月14日、コフレリオ新宿シアター)
- モリノリ久生誕50年 芸能生活30年特別企画 モリpresents 演劇集団イヌッコロ全面協力公演「50/30Face to face」（2022年10月8日～10月10日）
- feather stage 2023年1月公演 舞台『ゼロヨンヨンの終電者 2023』（2023年1月25日 ～1月29日)（青島舞羽）※品川ともみとWキャスト日）
- 劇団物語研究所『たのしいおうち~LIFE IS GOOD~』(2024年12月22日)
- 劇団わ「バック・トゥ・ザ・君の笑顔」 （2025年8月2日 ～8月8日)（鈴森美希)

### 朗読劇・ライブ
- 2.5次元リーディングカフェ 『Cafe Neo:ROID』（2017年6月10日 - 6月11日、四谷サロンガイヤール）（リリス）
- 340スズキ♪presents『歌祭52～榎あづさの巻』（2017年6月23日、新宿ネイキッドロフト）※主催：鈴木美潮
- 『あづみー朗読会vol.1』（2017年7月9日、レンタルスペース＋カフェ 兎亭）※共演：黒須みらい
- 朗読&LIVE『I know』（2017年8月6日、サラヴァ東京）※共演：丘咲アンナ、CHIZUE
- 絵本朗読イベント『ナーサリーナイト』（2017年9月1日、9月3日、阿佐ヶ谷アートスペースプロット）（マーチ）
- 2.5次元リーディング公演Cafe Neo:ROID vol.2『お月見★ホログラフィー 機械仕掛けの兎の夢』（2017年9月15日 - 9月17日、スタジオベイド下北沢）（リリス）
- ～Cafe Neo:ROIDの休日～『Milの緊急メンテナンス！』（2017年11月24日、三軒茶屋茶茶茶）（リリス）
- Cafe Neo:ROID「月ホロ上映会！☆Moonlight X'mas☆」（2017年12月16日～12月17日、四谷ガイヤール）（リリス）
- 『ナーサリーナイトクリスマスイベント！〜おくれてきたクリスマス編〜』（2017年12月27日、阿佐ヶ谷アートスペースプロット）（マーチ）
- Cafe Neo:ROID×白岩ぱんだ 物語体験型イベント『NOIZの恋愛シミュレーション！』（2018年3月2日～3月3日、荻窪Live bar BUNGA）（リリス）
- 『あづみー朗読会vol.2』生誕朗読会〜誕生日だから私達の好きなことをやります〜（2018年3月4日,3月11日、中野コミュニティ広場）※共演：黒須みらい
- 朗読劇「獄窓～宛名なき手紙～」（2018年3月16日～3月18日、赤坂CHANCEシアター）（ジュン）
- 縁劇ユニット流星レトリックが送る絵本朗読劇『Lily Bell』（2018年3月27日～4月1日、西日暮里駅すぐ仮設劇場）（鳩原,ピーマン,ホグホグ,レオ,フクロウ,トマト,昴,ナレーション）
- Cafe Neo:ROID無料イベント『タダネロ！』（2018年4月21日、アキバイベスペ）（リリス）
- Cafe Neo:ROIDスタッフロイドお披露目イベント『なうろーでぃんぐ 』（2018年5月12日、四谷サロンガイヤール）（リリス）
- Cafe Neo:ROIDカフェネロ1周年記念公演『update.』（2018年6月8日～6月10日、赤坂CHANCEシアター）（リリス）
- 縁劇ユニット流星レトリック presents reading live『Celestine #1』（2018年6月16日～6月17日、BAR DREAMS）※特別出演
- Cafe Neo:ROID主催ライブ  『Neo:LIVEぱーてぃー』(2018年7月6日、西川口からふるBOX)（リリス）
- 動く!朗読劇公演『はだしのゲン』（2018年7月13日～7月15日、赤坂CHANCEシアター）（中岡元）
- かんづめ さん缶目（2018年12月28日～12月29日、東中野バニラスタジオ）
- Cafe Neo:ROIDMilのフェアウェル☆パーティー（2019年2月22日～2月24日、赤坂CHANCEシアター）（リリス）
- かんづめ よん缶目（2019年3月16日～3月17日、東中野バニラスタジオ）
- 獄窓〜宛名なき手紙〜（2019年4月17日～4月21日、ウエストエンドスタジオ）（ジュン）
- かんづめ ご缶目（2019年7月6日～7月7日、シネマハウス大塚）
- 動く!朗読劇公演『はだしのゲン』（2019年8月4日、調布グリーンホール）（中岡元）
- 朗読歌謡劇「転生アイドル謙信」（2019年9月6日～9月8日、池袋REDZONE）（直江景綱）
- ナーサリーナイト〜おかしなおともだち編〜』（2019年10月5日～10月9日、阿佐ヶ谷アートスペースプロット）（マーチ）
- ひとり朗読劇『Glass Eye's』（2020年5月3日 ツイキャス配信）（サラほか）
- メイド服で読む物語 Weekly『Millefeuille Pie Like(fragile) Mind』第三夜（2020年5月27日 ツイキャス配信）（カレン）
- ひとり朗読劇『D坂の殺人事件』（2020年6月14日 ツイキャス配信）（明智小五郎ほか）
- ひとり朗読劇『私たちは、夜空に瞬く夏のトライアングル』（2020年7月5日 ツイキャス配信）（上村優希ほか）
- リーディングシアター『時空警察ヴァージナル～Re-birth～』（2022年10月15日～10月16日）（ 美希・マトリョーナ・イグナーシェフ）

### お笑いライブ
- オフィス★怪人社LIVE!84（2017年6月18日、ミニホール新宿Fu-）※司会：ゲッチメンズ（IKKAN、生徒会長金子）＆榎あづさ
- オフィス★怪人社LIVE!87（2018年1月14日、ミニホール新宿Fu-）※司会：まーみ＆榎あづさ（出演有）

### イベント
- 続・結婚式ができたらイイナ!in サンリオピューロランド（2016年12月10日、サンリオピューロランド）※ゲスト出演
- あゆあづ忘年会☆オールナイト（2016年12月30日22時～12月31日5時、オカオカハウス）※共演：松井あゆ
- あけまして☆あゆあづ新年会（2017年1月15日、オカオカハウス）※共演：松井あゆ
- ♡あゆあづ撮影会 -FINAL-♡（2017年2月25日、CherishStudio2号館）※共演：松井あゆ
- ラストイベント！！あゆあづティータイム♡（2017年3月20日、Arai Room 301）※共演：松井あゆ
- さかいかなバースデーパーティ2017（2017年11月25日、パセラリゾーツ新宿歌舞伎町店パーティスペース Goa Gajah）※共演：さかいかな
- ☆☆☆榎あづさpresents☆☆☆『※これはクリスマスイベントではありません。』（2017年12月24日、Arai Room 3F）
- 篠目ゆきバースデーイベント「誕生日にひとりにしないで！笑」（2018年4月９日、秋葉原書泉ブックタワー9F）
- 榎あづさと人生ゲーム会（2018年4月28日、都内某所）※共演：花柚
- 都市伝説の花園トークLIVE（2018年5月5日、下北沢スタジオベイド）
- 牟田朱梨沙という女(2018年7月7日、新井薬師スペシャルカラーズ)
- Cafe Neo:ROIDの休日〜浴衣でBBQ〜(2018年8月26日、渋谷ガーデンスペース)
- えのしの｢唄｣の怪(2018年11月17日、オカオカハウス)
- えのしの「談話」の怪(2018年11月18日、Arai Room 3F)
- 人狼頂上決定戦 クリスマス王座防衛戦！(2018年12月15日、新井薬師スペシャルカラーズ)
- 花柚ちゃんお誕生日会(2018年12月16日)
- クキスマス2018 夜の部(2018年12月16日、新宿オモロい劇場)
- Cafe Neo:ROIDの★Crescent X'mas(2018年12月23日、スタジオベイド自由が丘店)
- 気づいたら紅白〇合戦(2018年12月30日、A-Garage)
- 新春トークショー(2019年1月6日、プライムシアター)
- あづみーまんなかBirthday(2019年2月9日、都内某所)
- 猫とチョコと私たちの回(2019年3月2日、プライムシアター)
- ユリシスエフェクト リアル文通シアター 『X-letter Project』アフターイベント「キサナド臨時研究所」（2019年5月18日、アクセア半蔵門レンタルスペース）
- 人狼頂上決定戦 真夏の王座奪還戦！(2019年7月14日、新宿オモロい劇場)
- 狂気には猫とチョコレートの回(2019年7月27日、プライムシアター)
- 夏のBIN・KAN祭り（2019年8月24日、東中野バニラスタジオ）
- 第4回猫とチョコと私たちの回(2019年8月31日、プライムシアター)
- 都市伝説の～公開収録＆ホラーナイト「寄る辺のない夜」（2019年10月19日、プライムシアター）
- ほんとうにあったもが誕-桃ちゃん誘ってみた-(2019年12月19日、秋葉原イベスペ)
- 花柚生誕祭2019(2019年12月21日、カジュアライズ)

### DVD
- Sweet Box（イメージDVD、2008年3月26日）

## ディスコグラフィ

### シングル
| 枚  | 発売日         | タイトル        | 規格品番 | オリコン 最高位 |
| --- | -------------- | --------------- | -------- | --------------- |
| 1st | 2007年10月24日 | Diamond Sparkle |          | 94位            |

### ミニアルバム
| 枚  | 発売日         | タイトル        | 規格品番 | オリコン 最高位 |
| --- | -------------- | --------------- | -------- | --------------- |
| 1st | 2007年12月12日 | Sweets Paradise |          | ？位            |

### 企画CD
- 新・百歌声爛 -女性声優編-（2010年5月5日）

### キャラクターソング
- おねがいマイメロディ（夢野歌）
  - おねがいマイメロディ キャラクターソングシングル その2
  - おねがいマイメロディ リミックスアルバム白盤
  - おねがいマイメロディ キャラクターソングアルバム Girls
  - おねがいマイメロディ ベストアルバム マイ・ベスト・メロディーズ
  - おねがいマイメロディ クリスマすっきり♪
- Saint October（黒ロリ・葉山小十乃、ゴスロリ少女探偵団）
  - Wheel of fortune（2007年3月21日）
  - セイントオクトーバーキャラクターミニアルバムシリーズ 葉山小十乃（2007年4月25日）
  - セイントオクトーバーキャラクターソングベストアルバム1「らぶらぶカクテル」（2007年6月6日）
  - セイントオクトーバーキャラクターソングベストアルバム2「涙のペンダント」（2007年8月29日）
- スカイガールズキャラクターベストアルバム（2008年1月23日）（アイーシャ・クリシュナム）
- ペンギン娘♥はぁと（南極さくら）
  - 恋愛自由少女♀（PNGN6、2008年6月25日）
  - 揺れてはじけてあふれちゃう☆魅惑のペンギン娘（PNGN4、2008年7月30日）
  - ゆらゆら＋ゆりゆら＋ななななー（PNGN3、2008年10月29日）
- ジュエルペットてぃんくる☆（沙羅）
  - HAPPY☆てぃんくる 空ニラクガキ（2010年6月23日）
  - ジュエルペット てぃんくる☆ ファンディスクBD（セレクションBD＋キャラクターソングCD）
- プリティーリズム・オーロラドリーム（高峰みおん）
  - キャラクターソングCD act.3「Switch On My Heart」（2011年7月20日）
  - キャラクターソングCD act.5「めらめらハートが熱くなる」（MARs、2011年7月20日）
  - 1000％キュンキュンさせてよ♥/プリティーリズムでGo!（プリティーリズム☆オールスターズ/MARs、2011年12月16日）
  - プリズム☆ミュージックコレクション
    - プリズム☆ミュージックコレクション DX（上記CD+ミュージッククリップDVD）
- 侵略!?イカ娘（斉藤渚）
  - 「ドラマCDじゃなイカ?」にキャラクターソング「渚はサーフィン Go!Go!Go!」が収録されている。

### ラジオCD
- Saint October
  - ゴスロリ少女探偵団 ラジオ日誌 Vol.1（2007年9月27日）
  - ゴスロリ少女探偵団 ラジオ日誌 Vol.2（2007年12月21日）
  - ゴスロリ少女探偵団 ラジオ日誌 Vol.3（2008年3月26日）
- スカイガールズ
  - はばたけ!スカイガールズラジオ Vol.1（2008年1月23日）
  - はばたけ!スカイガールズラジオ Vol.2（2008年4月23日）
- 金元寿子×イカ娘 侵略ラジオ 聞かなイカ？ ラジオCD2じゃなイカ?（2012年4月18日）